# Argyractis lanceolalis
Argyractis lanceolalis là một loài bướm đêm trong họ Crambidae.